# Aachener Hausapfel
Der Aachener Hausapfel, syn. Cornelisapfel, ist eine alte Sorte des Kulturapfels. Sie wird als Streuobst angebaut und für erhaltenswert angesehen. Der Aachener Hausapfel ist eine alte Aachener Lokalsorte, die vorwiegend im Aachener Süden von Raeren (Ostbelgien) bis Breinig (Münsterländchen, Butterländchen) zu finden ist. Es handelt sich um eine typische Obstsorte Aachener Streuobstwiesen mit über 20 sicheren Standorten in der Stadt Aachen und wenigen in der Region. Durch eine Verteilaktion im Jahre 2021 wurden in Derichsweiler bei Düren 25 Bäume dort angepflanzt.
Die Sorte ist wahrscheinlich schon um 1800 entstanden und wurde erstmals 1816 von dem Pomologen Adrian Diel unter dem Namen Cornely’s Gestreifter Hausapfel beschrieben. Diel bezog die Früchte von Carl Cornely aus Maire, Bürgermeister in Rimburg bei Aachen. Dieser beschrieb die Sorte 1844 in seinem Werk Der rheinische Obstgarten. Einige Jahre später 1875 beschrieb der Pomologe Johann Georg Conrad Oberdieck die Sorte als ‘Corneli’s Hausapfel’ im Illustrirten Handbuch der Obstkunde. Ab 1915 wurde auf einer Liste von Apfelsorten des Rheinischen Anbausortiments die Sorte als Aachener Hausäpfelchen für die Kreise Aachen und Eupen empfohlen. Jahrzehnte später ist der Baum aus den Angebotslisten der Obstbaumschulen verschwunden. Heute ist der Baum nur noch selten in Gärten oder Streuobstbeständen anzutreffen.
Die Sorte 'Aachener Hausapfel' ist aktuell auf der Roten Liste der gefährdeten einheimischen Nutzpflanzen in Deutschland aufgeführt. Diese Rote Liste umfasst alle Artengruppen von einheimischen Nutzpflanzen und deren Sorten, Landsorten und Varietäten, die in Deutschland an lokale Bedingungen angepasst und von Bedeutung waren.

## Beschreibung
Der Baum ist von großem hochkugeligen und starken Wuchs. Die Frucht ist klein, 50 bis 80 Gramm schwer, regelmäßig geformt und flachkugelig. Die Grundfarbe der Schale ist gelblich-grün, später gelb, leuchtend. Die Deckfarbe ist kräftig leuchtend-rot bis dunkelrot, flächig, undeutlich gestreift, Ausdehnung ¾ bis vollständig. Der Apfel hat eine typische schollige Berostung der Stielgrube, sonst aber keine Berostung. Schalenpunkte sind punkt-sternchenförmig. Die Frucht ist sehr fest und kaum druckempfindlich.
Der Kelch ist klein und flach. Die Kelchgrubenumgebung ist eben bis wellig, die Kelchblätter sind mittelbreit und -lang und berühren sich am Grunde.
Der Stiel ist mittellang bis lang, die Stielgrube mitteltief. Das Fruchtfleisch ist gelblich-weiß, fest, saftig, grobzellig, erfrischend bei schwacher Säure.

## Ernte und Verwendung
Die Ernte ist regelmäßig hoch, wenig alternierend, die Frucht wenig anfällig. Ernte und Pflückreife: Ende September bis Mitte Oktober.
Der Aachener Hausapfel ist ein guter Tafelapfel und lässt sich gut lagern. Die Früchte wurden früher entkernt und gestovt (ripuarisch: in wenig Wasser gedünstet) und z. B. mit Marzipan gefüllt als ganzes verzehrt.